# Parafia św. Andrzeja Boboli w Gdyni

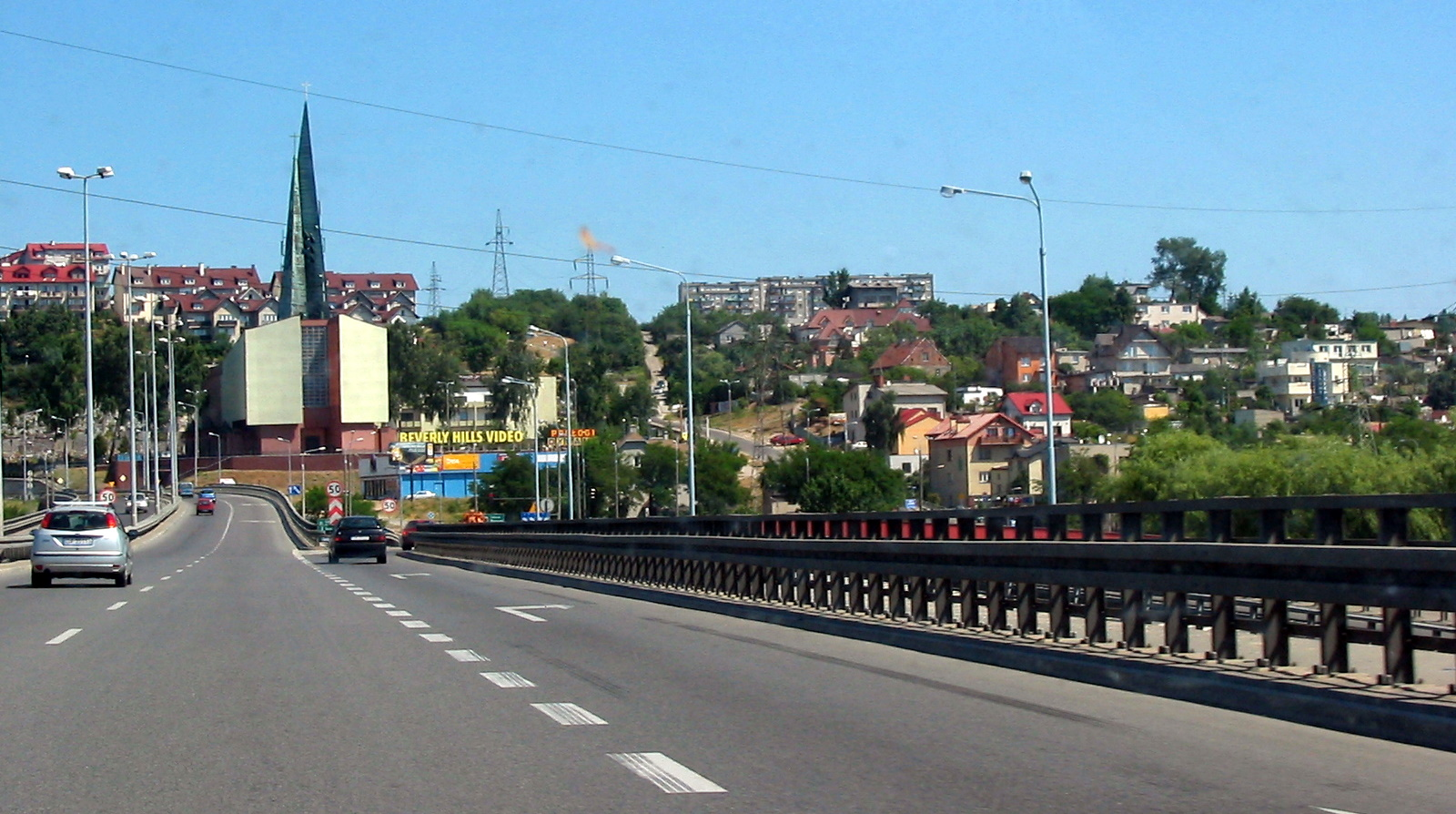
Kościół pw. św. Andrzeja Boboli (widok z estakady Kwiatkowskiego)

Parafia św. Andrzeja Boboli w Gdyni – rzymskokatolicka parafia usytuowana w gdyńskiej dzielnicy Obłuże przy placu św. Andrzeja. Wchodzi w skład dekanatu Gdynia Oksywie, który należy do archidiecezji gdańskiej.

## Historia
Już na przełomie 1930/31 prowadzone były rozmowy z proboszczem Oksywia na temat możliwości utworzenia na osiedlu Obłuża – kaplicy. W 1934 w porozumieniu z gdyńskim dziekanem – ks. kan. Teodorem Turzyńskim oraz bp Stanisławem Okoniewskim – Ordynariuszem Chełmińskim; Kuria Biskupia w Pelplinie zezwoliła na otwarcie kaplicy w remizie strażackiej, a pierwszym kuratusem został ks. Franciszek Priss. Dekret określający granice parafii, wskazuje na domniemany czas erygowania parafii pomiędzy 27 kwietnia 1938 a 30 stycznia 1939.
Budowa pierwszego kościoła rozpoczęta została w 1937, a w 1938 w murach nowej – nieukończonej jeszcze świątyni zaczęto sprawować msze i wszystkie sakramenty. Dalsza budowa kościoła przerwana została wybuchem II wojny światowej i aresztowaniem ks. Brunona Olkiewicza. Nie dokończoną stronę prezbiterium, zaślepiono tymczasowo deskami. W czerwcu 1946 nowy administrator parafii podjął dzieło ukończenia budowy kościoła. Piętrzące się kłopoty finansowe spowodowały zmniejszenie całej budowli świątyni. Zewnętrzną stronę murów opatrzono tynkiem w 1960.
Oto krótka charakterystyka zewnętrznej architektury, jaką znajdujemy w jednym ze sprawozdań powizytacyjnych: „Kościół zewnętrznie bez stylowy… zbudowany z cegły, …. Z dwuspadowym dachem, bardzo płaskim, pokryty papą”. W sprawozdaniu wizytacyjnym w 1976 ks. Jan Żywicki żali się na trudności w ustaleniu dokładnej liczby wiernych, gdyż parafia rozrastała się w sposób bardzo dynamiczny. Na początku lat '80 liczba wiernych wynosiła ponad 21 tys. dusz. Jeszcze w październiku 1979 kościół parafialny otrzymał z Urzędu Miejskiego w Gdyni, zezwolenie na budowę nowej dzwonnicy; wielkości 6 x 8 metrów. Już w styczniu 1980 zaczęto robić wykopy pod fundamenty tej dzwonnicy, lecz nagła śmierć proboszcza – 19 stycznia 1980 – wstrzymała pracę.
8 marca 1980 proboszczem został ks. Andrzej Czerwiński. Po zapoznaniu się z potrzebami parafii oraz trudnościami wynikającymi głównie z małej powierzchni kościoła – ks. Czerwiński zwrócił się do Urzędu Miejskiego z prośbą o zatwierdzenie nowego projektu dzwonnicy i zmianę jej lokalizacji. Wymiary dzwonnicy według nowego projektu wynosiły w poziomie zerowym 24 x 17 metrów. Taka dzwonnica miała stanąć w bezpośredniej łączności z kruchtą starego kościoła oraz miała być zaczątkiem rozbudowy i powiększenia starego kościoła. Zezwolenie na budowę takiej dzwonnicy parafia otrzymała 26 lipca 1980. Z początkiem sierpnia tegoż roku przystąpiono do prac mających na celu nie tylko postawienie okazałej dzwonnicy – 67 metrów od poziomu zerowego, ale przede wszystkim przebudowę kościoła. Fundamentem nowej dzwonnicy jest dzisiejszy kościół dolny o długości 17 metrów, szerokości 27 metrów i wysokości 4,5 metra. Kościół górny zaś, to główne dzieło przebudowy. Na początku lipca 1981 udało się doprowadzić do kościoła ogrzewanie z sieci miejskiej, a w listopadzie dokupiono od państwa Grubbów blisko 1 ha ziemi, od PSS-ów ponad 1300 m² – skarpę przed kościołem, co powiększyło tereny wokół kościoła i plebanii oraz powiększyło teren cmentarza.
W kwietniu 1982 złożono w Urzędzie Miasta do zatwierdzenia projekt rozbudowy plebanii wraz z przyległym do niej domem katechetycznym. Miesiąc później rozpoczęto prace ziemne. Dom katechetyczny – tę największą pod względem ilości uczniów gdyńską szkołę – oddano do użytku 18 lutego 1984. W budynku mieści się Zespół Szkół Katolickich dla ponad 450 uczniów.
W kwietniu 1984 gotowy był już projekt techniczny rozbudowy górnego kościoła; i rozpoczęło się dzieło rzekomej „ostatecznej” rozbudowy. Konstrukcję żelbetonową z mocnym, przedwojennym cementem zamiast usuwać przy użyciu młotów pneumatycznych – i to na wysokości 8 metrów; usunięto przy użyciu dynamitu. Nieocenioną pomoc okazał parafianin – pirotechnik i pracownik Polskiego Ratownictwa Okrętowego. Po założeniu kilkunastu ładunków w żelbetonowym szkielecie doprowadzono do kontrolowanej detonacji i w kilkudziesięciu sekundach mury starego kościoła, bez uszczerbku okolicznych zabudowań, zrównały się z ziemią. Zabieg ten o ponad trzy miesiące przyspieszył proces rozbiórki starego kościoła. Do końca czerwca 1984 zabetonowano ławy i fundamenty, a następnie kontynuowano prace. Na początku sierpnia szalowano kasetony stropowe a równocześnie wykonywano mury kościoła. Na ostatnią sobotę września zaplanowano betonowanie stropu kościoła. W jednym dniu przerobiono około 70 ton cementu. Na powierzchni dachu rozprowadzono masę betonową o łącznej wadze 500 ton. W październiku 1985 rozebrano szalunki stropu i dachu w kościele. 30 listopada tj. w uroczystość św. Andrzeja Apostoła odbyła się uroczystość poświęcenia kościoła i pierwsza msza w górnym kościele pod przewodnictwem bpa Mariana Przykuckiego – ordynariusz chełmiński. Prace kontynuowano. W 1987 zamontowano organy – instrument o 35 głosach. Poświęcenie organów odbyło się 10 października 1987.
W 1992 bp Marian Przykucki, na prośbę proboszcza, powołał do istnienia parafialne Gdyńskie Liceum Katolickie – dziś placówka publiczna Zespół Szkół Katolickich. W tym samym czasie wykonana została z brązu rzeźba na krzyż w prezbiterium, przedstawiająca Chrystusa Ukrzyżowanego; wysoka na 3,5 metra, ważąca 1,5 tony – według projektu Tomasza Misztala.
- 25 marca 1992 – papież Jan Paweł II wydał bullę Totus Tuus Poloniae Populus reorganizującą administrację kościelną w Polsce i zgodnie z tymi zmianami, parafia stała się częścią Archidiecezji Gdańskiej.

Na początku maja 1992 z odlewni firmy Felczyńskich w Przemyślu odebrano trzy dzwony o łącznej wadze blisko trzech ton, a 31 maja Tadeusz Gocłowski CM – arcybiskup metropolita gdański dokonał poświęcenia dzwonów, które wkrótce zawisły w wieży kościoła. Trwało zagospodarowywanie terenu przykościelnego. W 1997 wykonano techniką sgraffito sceny z życia św. Andrzeja Boboli na ścianach prezbiterium. W 1997 roku tą samą techniką wykonano nowe stacje Drogi Krzyżowej oraz obraz Ostatniej Wieczerzy według obrazu Salwadore Dali – zaprojektował i wykonał Tomasz Bielak. Zainstalowano włoskie nagłośnienie oraz zamontowano ze stali nierdzewnej balustrady na chórach górnego kościoła.
W 1998 wymieniono okno nad głównym wejściem do kościoła i osadzono w nim witraż przedstawiającym Sąd Ostateczny. W 1999 zostało odmalowane wnętrze kościoła. W roku 2001 odnowiono plebanię i dom katechetyczny, włączając wykonanie prac dekarskich. W domu katechetycznym działało Gdyńskie Liceum Katolickie, do którego w roku 2000, po reformie oświaty, dołączone zostało Publiczne Klasyczne Gimnazjum Katolickie.
W 2002 obie szkoły stały się szkołami publicznymi prowadzonymi przez parafię (bez jakichkolwiek opłat – a więc otwarte na młodzież z biedniejszych rodzin) i przyjęły nazwę Zespół Szkół Katolickich im. Jana Pawła II.
W roku 2002 odnowiono zewnętrzną elewację kościoła. Z zachowanych dokumentów nie wynika, aby poprzedni – stary kościół, był konsekrowany. Nowy kościół; poświęcony w stanie surowym 30 listopada 1985, doczekał się konsekracji i umieszczenia w mensie ołtarza relikwii św. Andrzeja Boboli w 65–tą rocznicę jego kanonizacji oraz utworzenia parafii tj. 27 kwietnia 2003, której dokonał abp Tadeusz Gocłowski CM – metropolita gdański.

## Stan obecny
Od stycznia 2011 proboszczem parafii jest ks. prał. dr Sławomir Decowski, a wikariuszami są: ks. mgr Adam Dzionk (od września 2020), ks. mgr lic. Zbigniew Kordowski (od sierpnia 2022) i ks. Wojciech Zielke (od sierpnia 2025). Decyzją arcybiskupa metropolity gdańskiego – Tadeusza Gocłowskiego CM, z dniem 28 czerwca 2003 roku przydzielony został, dyrektor Zespołu Szkół Katolickich im. św. Jana Pawła II – ks. kan. prof. dr hab. Wojciech Cichosz jako rezydent parafii.
Decyzją abpa Sławoja Leszka Głódzia, metropolity gdańskiego, z dnia 20 lutego 2011 parafia została mianowania siedzibą dekanatu.

## Proboszczowie
- 1934–1938: ks. Franciszek Priss
  - kuratus
- 1938–1939: ks. Brunon Olkiewicz[9]
  - kuratus
- 1946–1969: ks. Wojciech Zieliński
  - administrator parafii
- 1969–1980: ks. Jan Żywicki[10]
- 1980–2011: dr Andrzej Czerwiński[11][12]
  - wydalony ze stanu duchownego w 2021 (były prałat)
- od 2011: ks. prał. dr Sławomir Decowski[13]
  - dziekan od 20 II 2011
  - diecezjalny duszpasterz ludzi pracy od 14 IX 2006